# 김정관 (군인)
김정관(金正官，생년 미상 ~ )은 조선민주주의인민공화국의 군인 겸 정치인이다. 국방상 겸 조선로동당 중앙위원회 위원이다.

## 경력
조선인민군 육군에서 복무하였다. 2007년에는 조선인민군 육군 소장 계급이였으며, 2010년대에 북한 언론에서 모습을 보이기 시작하였다. 2013년 당시 계급은 중장으로, 인민무력성 일반건설국 부부상이였다. 2016년 5월, 조선로동당 제7차 대회에서 조선로동당 중앙위원회 위원에 임명되었으며, 인민무력부 부상으로 승진하였다. 2019년에는 인민무력상으로 임명되었으며, 중장에서 대장으로 진급하였다. 2021년에는 조선민주주의인민공화국 국무위원회 위원으로 임명되었다. 2021년 2월에는 차수 계급으로 올라갔으나, 5개월 이후 대장으로 강등되었고, 국방상 자리도 리영길에게 넘겨주었다. 2024년 12월에 조선로동당 정치국 위원 및 내각 부총리로 임명되었다.
- 조선인민군 육군 소장
- 인민무력부 부부장
- 리을설 국가장의위원회 위원[2]
- 최고인민회의 제334선거구 제12기 대의원[3]
- 김영춘 국가장의위원회 위원[2]
- 조선인민군 육군 중장
- 인민무력부 부상
- 조선로동당 중앙위원회 위원
- 인민무력상(국방상)
- 조선인민군 육군 대장
- 국무위원회 위원
- 조선인민군 육군 차수
- 조선인민군 육군 대장
- 조선로동당 정치국 위원 및 내각 부총리